# Hof ten Dorpe

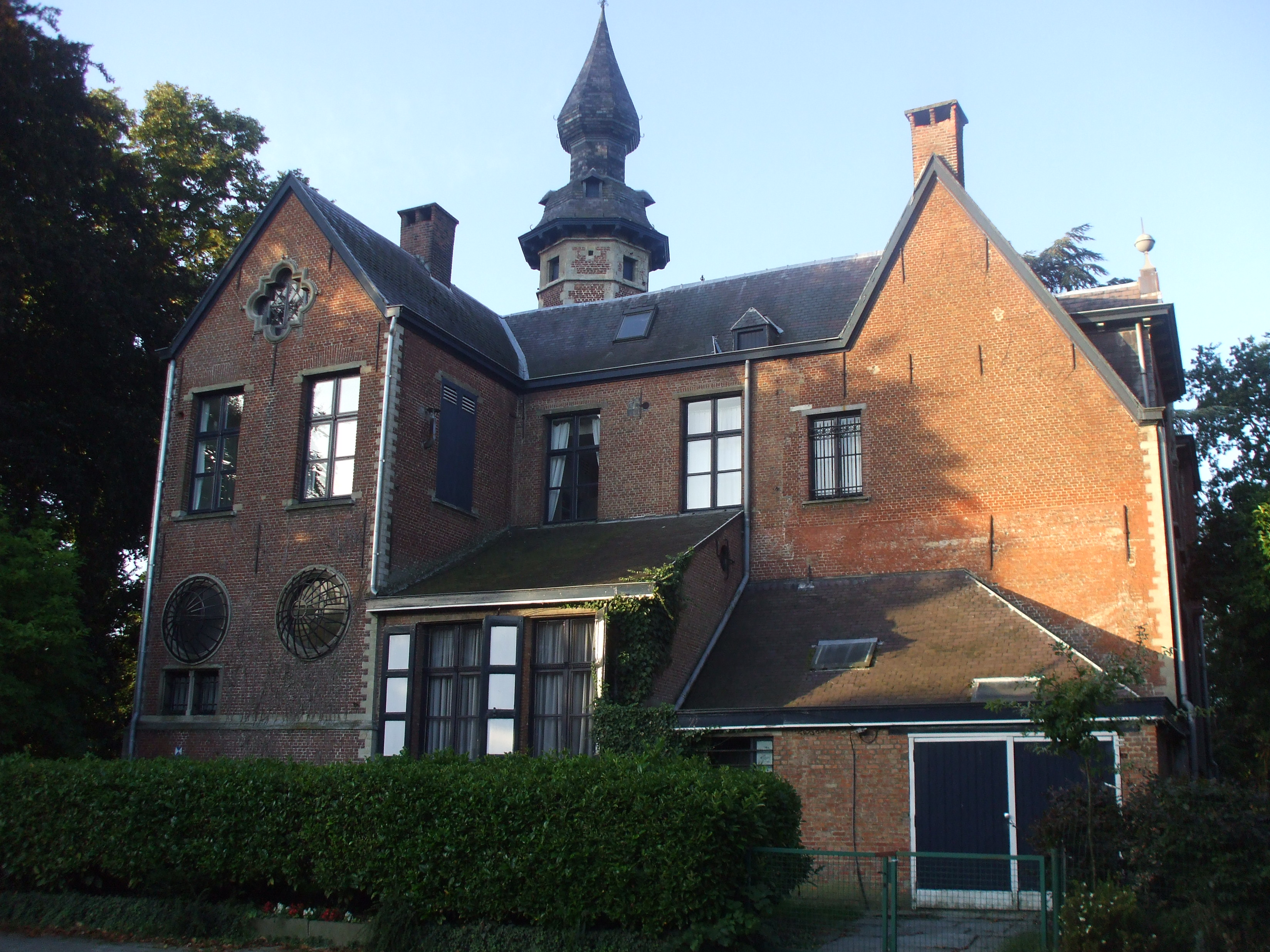
De zijgevel van Hof ten Dorpe

Het Hof ten Dorpe is een landhuis gevestigd in Mortsel, Antwerpen, gelegen aan de Theofiel Reynlaan 3.

## Geschiedenis
De vroegste gegevens gaan terug tot 1289, toen 't Hof ten Dorpe een leen was van de burcht Cântincrode. Grondvesten en omwalling dateren uit de Middeleeuwen. Toren en poort werden rond 1500 opgetrokken. In 1558 verkocht ridder Jan de Jonge het huis aan de Antwerpse koopman Manneart. Tijdens de opstand van de Nederlanden tegen Spanje, werd het op 5 augustus 1583 door Antwerpenaars afgebrand en geruïneerd. In 1609 tekende P.P. Rubens in het Hof ten Dorpe. In de 17e eeuw werd het huis gerestaureerd door de Antwerpse familie Goubau, die in 1746 de pachthoeve (Heideland) optrok. In de 20e eeuw werden gevels en bedaking verfraaid in neo-renaissancestijl. Het wapenschild boven de toegangspoort behoorde toe aan het geslacht De Toinct d' Oyevaersnest, die het Hof ten Dorpe tot 1830 bewoonde.
In 1830 kocht de vader van de latere burgemeester Herman Ullens het landhuis; Herman woonde er als eigenaar van 1859 tot 1871.

## Het Huis Anubis
Van 2006 t/m 2009 werd het Hof ten Dorpe gebruikt als Het Huis Anubis. Het verhaal speelde zich daar af. Alle binnenscènes zijn echter in een studio opgenomen. Ook is er een achtbaan genaamd Anubis: The Ride in Plopsaland De Panne gebouwd, waarin de bezoeker een op het Hof ten Dorpe (Het Huis Anubis) gemodelleerd huis binnenloopt. Dit is dan ook het station van de achtbaan.

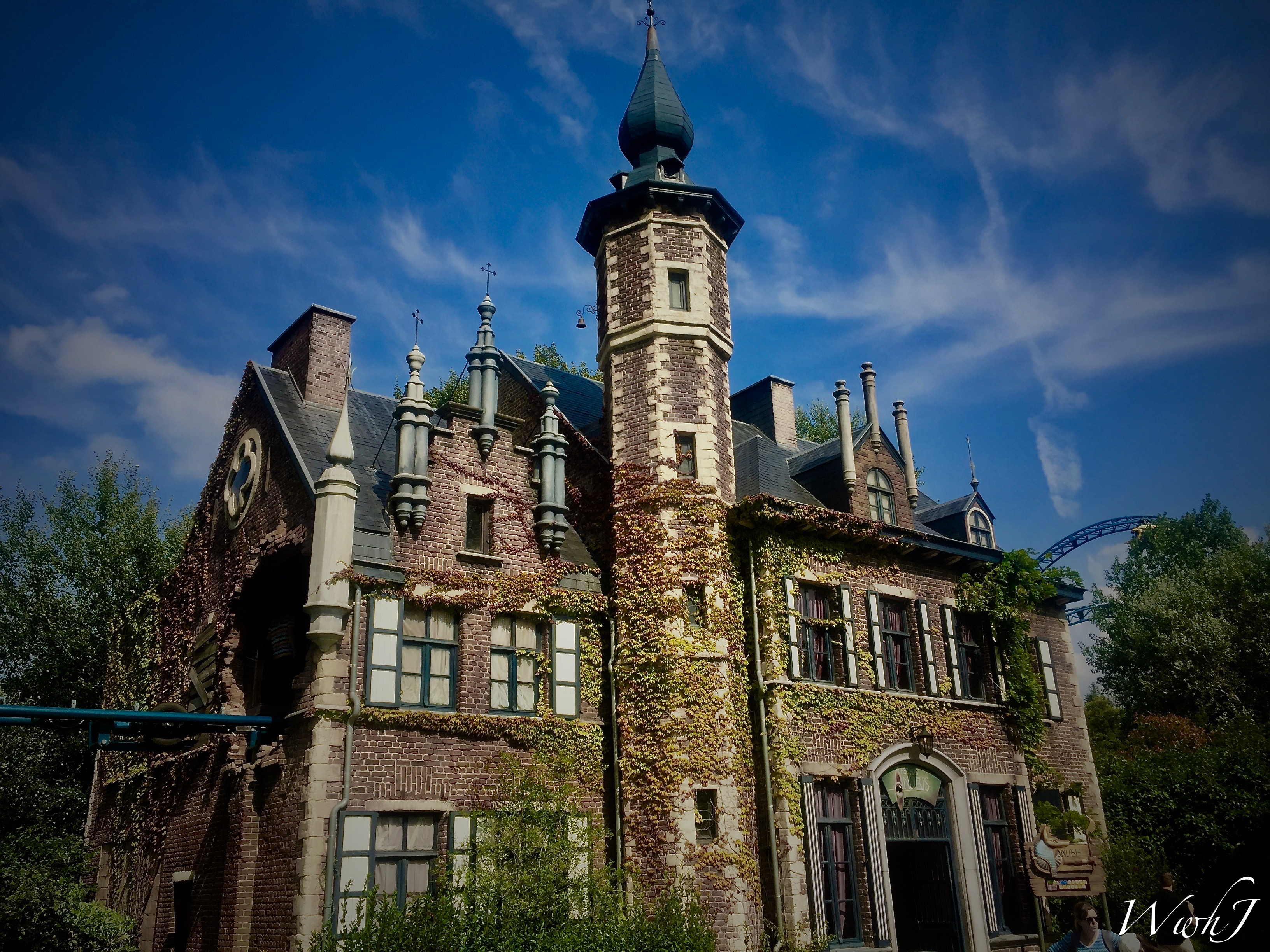
Replica in Plopsaland De Panne

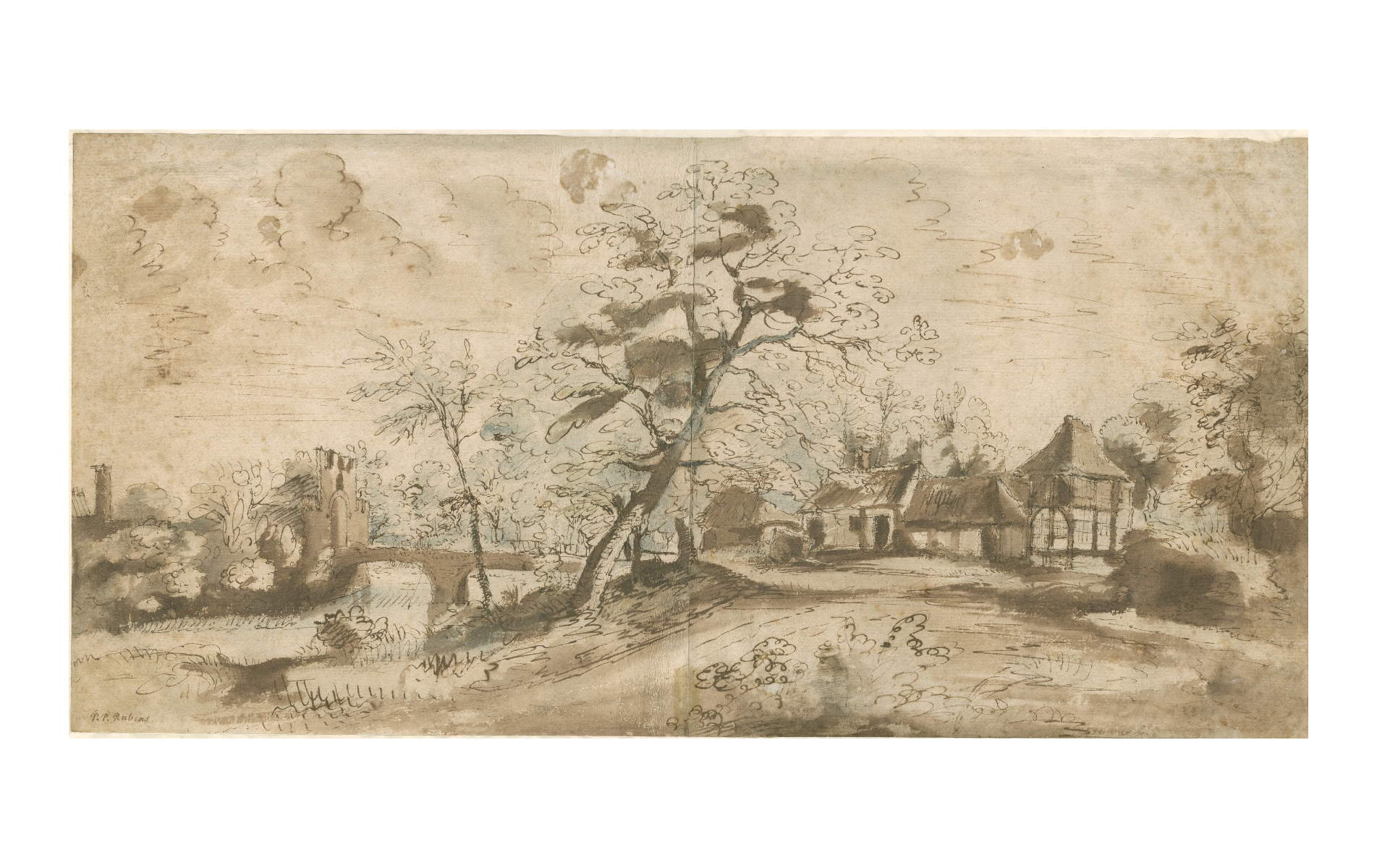
Tekening door Pieter Paul Rubens (1609) met de toren en poort zichtbaar van Hof ten Dorpe.